# John Christmas
 Der er flere personer med dette navn, se John de Christmas.
John Christmas (3. februar 1799 i København – 3. november 1873 på St. Croix) var en dansk søofficer.

## Biografi
Han var født i København og stammede fra den engelske slægt Christmas af Devon i England og Waterford i Irland. Faren, kaptajn John Christmas (13. oktober 1757 – 6. januar 1822), bosatte sig i København i 1790. Moren var Johanne Maria Heinrich (26. august 1771 – 18. oktober 1808). 
I 1812 blev Christmas udnævnt til søkadet, erholdt 5 år senere Redningsmedaillen, blev 1820 sekondløjtnant, 1827 premierløjtnant, 1840 kaptajnløjtnant, 1852 kommandørkaptajn og afskedigedes efter egen begæring 1862 med kontreadmirals karakter. Af selvstændige kommandoer har Christmas haft følgende: 1843-45 chef for briggen Mercurius i Middelhavet og Vestindien, 1845 Ridder af Dannebrog, 1848 chef for fregatten Freia, senere fregatten Havfruen i Nordsø-eskadren, 1849 chef for fregatten Rota og Dannebrogsmand. 1859 sendtes han i en diplomatisk mission til Santo Domingo og udnævntes efter sin tilbagekomst til Kommandør af Dannebrog. 1871 konstitueredes han som guvernør for de vestindiske øer, hvor han ejede flere plantager. Christmas døde 3. november 1873 på plantagen Peters Rest på St. Croix og begravedes ved Christiansted.

## Ægteskab
Gift 14. maj 1823 med Malvina Benner (11. januar 1802 – 24. maj 1876) af Kokkedal i Nordsjælland. 
De fik sønnen Walter Christmas-Dirckinck-Holmfeld, som blev far til Walter Christmas
Der findes et maleri af ham malet af C.A. Jensen 1828 (Frederiksborgmuseet).